# Bourg-Madame
Bourg-Madame  (la Guingueta d'Ix en catalan) est une commune française située dans le département des Pyrénées-Orientales, en région Occitanie. Sur le plan historique et culturel, la commune est dans la Cerdagne, une haute plaine à une altitude moyenne de 1200 mètres, qui s'étend d'est en ouest sur une quarantaine de kilomètres entre Mont-Louis et Bourg-Madame.
Exposée à un climat de montagne, elle est drainée par le Sègre, le Riu Rahur, Rec de la Jaca, Rec de les Vernedes, Torrent de Nèrvols et par un autre cours d'eau. Incluse dans le parc naturel régional des Pyrénées catalanes, la commune possède un patrimoine naturel remarquable composé d'une zone naturelle d'intérêt écologique, faunistique et floristique.
Bourg-Madame est une commune urbaine qui compte 1 194 habitants en 2022, après avoir connu une forte hausse de la population depuis 1962. Elle est dans l'unité urbaine de Puigcerda (Espagne) et de Bourg-Madame (partie française). Ses habitants sont appelés les Guinguettois ou Guinguettoises.

## Géographie

### Localisation
La commune de Bourg-Madame se trouve dans le département des Pyrénées-Orientales, en région Occitanie et est frontalière avec l'Espagne (Catalogne).
Elle se situe à 83 km à vol d'oiseau de Perpignan, préfecture du département, et à 44 km de Prades, sous-préfecture.
Les communes les plus proches sont : 
Palau-de-Cerdagne (2,8 km), Ur (3,1 km), Osséja (3,6 km), Enveitg (3,7 km), Nahuja (4,3 km), Sainte-Léocadie (4,9 km), Angoustrine-Villeneuve-des-Escaldes (4,9 km), Dorres (5,6 km).
Sur le plan historique et culturel, Bourg-Madame fait partie de la région de la Cerdagne, une haute plaine à une altitude moyenne de 1 200 m d'altitude, qui s'étend d'est en ouest sur une quarantaine de kilomètres entre Mont-Louis et Bourg-Madame.
Les communes limitrophes sont Llívia, Puigcerdà, Palau-de-Cerdagne, Ur, Sainte-Léocadie, Nahuja et Osséja.
| Ur                  | Llívia (enclave d'Espagne) | Sainte-Léocadie |
| Puigcerdà (Espagne) | Bourg-Madame               | Nahuja          |
|                     | Palau-de-Cerdagne          | Osséja          |

### Géologie et relief
La superficie de la commune est de 785 hectares. L'altitude varie entre 1 130 et 1 235 mètres.
La commune est classée en zone de sismicité 4, correspondant à une sismicité moyenne.

### Hydrographie
Bourg-Madame se situe à la confluence du Sègre, de l'Angoustrine et de la Rahur.

### Climat
Pour des articles plus généraux, voir Climat de l'Occitanie et Climat des Pyrénées-Orientales.
En 2010, le climat de la commune est de type climat des marges montargnardes, selon une étude du CNRS s'appuyant sur une série de données couvrant la période 1971-2000. En 2020, Météo-France publie une typologie des climats de la France métropolitaine dans laquelle la commune est exposée à un climat de montagne ou de marges de montagne et est dans la région climatique Pyrénées orientales, caractérisée par une faible pluviométrie, un très bon ensoleillement (2 600 h/an), un air sec, particulièrement en hiver et peu de brouillards.
Pour la période 1971-2000, la température annuelle moyenne est de 8,7 °C, avec une amplitude thermique annuelle de 15,5 °C. Le cumul annuel moyen de précipitations est de 792 mm, avec 6,8 jours de précipitations en janvier et 7,1 jours en juillet. Pour la période 1991-2020, la température moyenne annuelle observée sur la station météorologique la plus proche, située sur la commune de Formiguères à 24 km à vol d'oiseau, est de 7,6 °C et le cumul annuel moyen de précipitations est de 737,3 mm,. Pour l'avenir, les paramètres climatiques de la commune estimés pour 2050 selon différents scénarios d’émission de gaz à effet de serre sont consultables sur un site dédié publié par Météo-France en novembre 2022.

### Milieux naturels et biodiversité

#### Espaces protégés
La protection réglementaire est le mode d’intervention le plus fort pour préserver des espaces naturels remarquables et leur biodiversité associée,.
Dans ce cadre, la commune fait partie.
Un  espace protégé est présent sur la commune : 
le parc naturel régional des Pyrénées catalanes, créé en 2004 et d'une superficie de 139 062 ha, qui s'étend sur 66 communes du département. Ce territoire s'étage des fonds maraîchers et fruitiers des vallées de basse altitude aux plus hauts sommets des Pyrénées-Orientales en passant par les grands massifs de garrigue et de forêt méditerranéenne,.

#### Zones naturelles d'intérêt écologique, faunistique et floristique

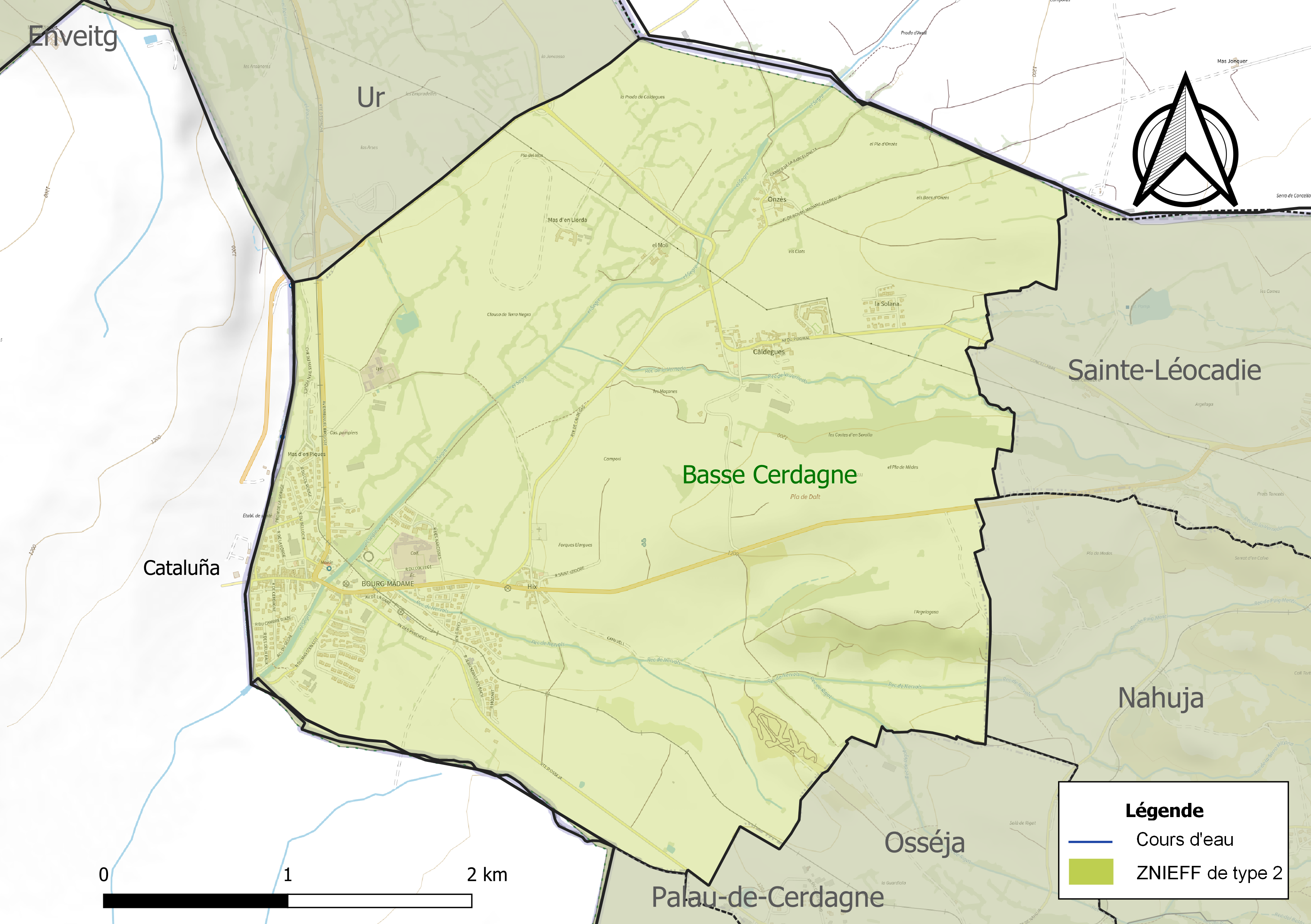
Carte de la ZNIEFF de type 2 localisée sur la commune.

L’inventaire des zones naturelles d'intérêt écologique, faunistique et floristique (ZNIEFF) a pour objectif de réaliser une couverture des zones les plus intéressantes sur le plan écologique, essentiellement dans la perspective d’améliorer la connaissance du patrimoine naturel national et de fournir aux différents décideurs un outil d’aide à la prise en compte de l’environnement dans l’aménagement du territoire.
Une ZNIEFF de type 2 est recensée sur la commune :
la « Basse Cerdagne » (3 916 ha), couvrant 12 communes du département.

## Urbanisme

### Typologie
Au 1er janvier 2024, Bourg-Madame est catégorisée ceinture urbaine, selon la nouvelle grille communale de densité à sept niveaux définie par l'Insee en 2022.
Elle appartient à l'unité urbaine de Puigcerda (ESP)-Bourg-Madame (partie française), une agglomération internationale constituant une ville isolée,. La commune est en outre hors attraction des villes,.

### Occupation des sols

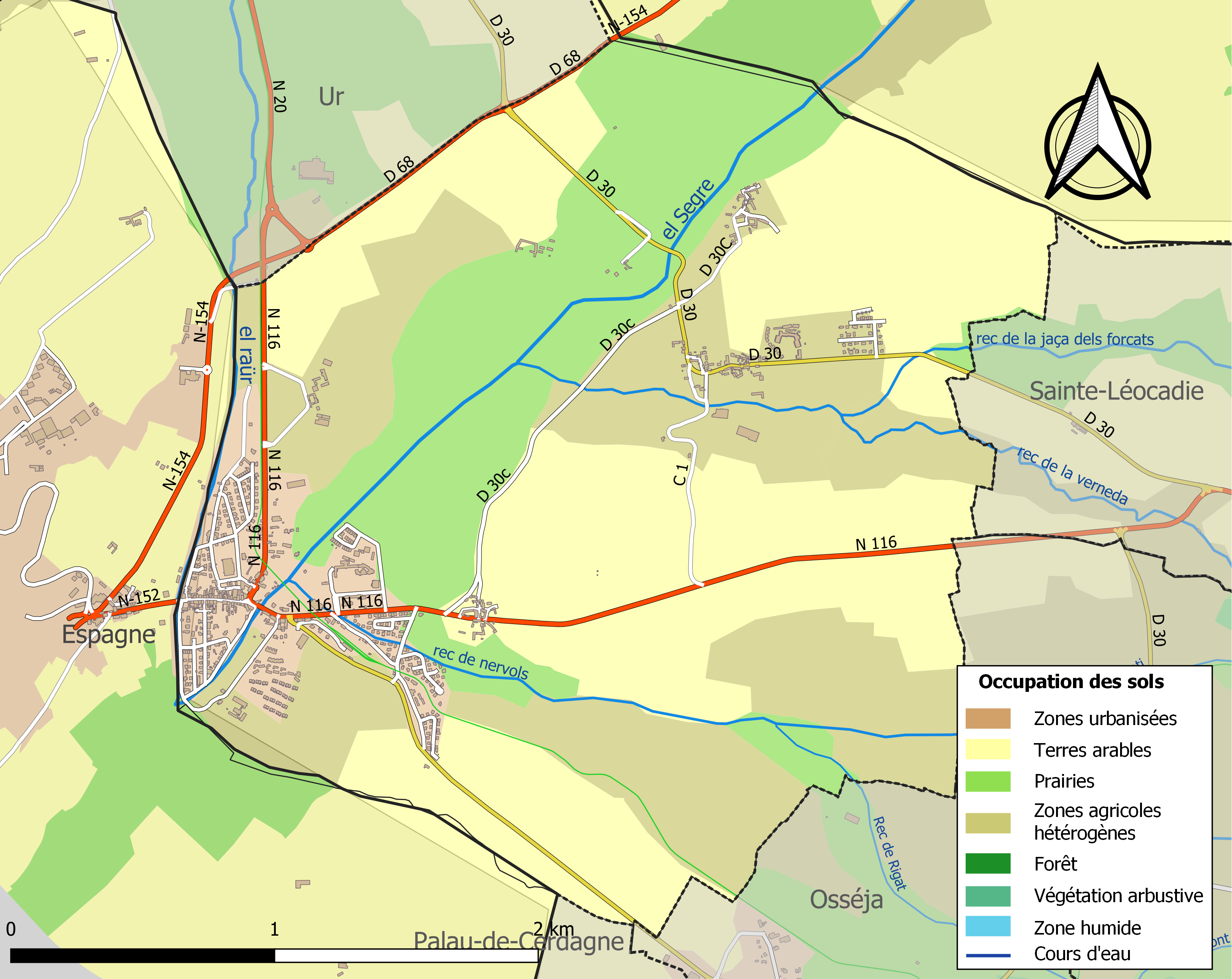
Carte des infrastructures et de l'occupation des sols de la commune en 2018 (CLC).

L'occupation des sols de la commune, telle qu'elle ressort de la base de données européenne d’occupation biophysique des sols Corine Land Cover (CLC), est marquée par l'importance des territoires agricoles (92,6 % en 2018), en diminution par rapport à 1990 (94,4 %). La répartition détaillée en 2018 est la suivante : 
terres arables (40,6 %), zones agricoles hétérogènes (30,5 %), prairies (21,5 %), zones urbanisées (7,4 %). L'évolution de l’occupation des sols de la commune et de ses infrastructures peut être observée sur les différentes représentations cartographiques du territoire : la carte de Cassini (XVIIIe siècle), la carte d'état-major (1820-1866) et les cartes ou photos aériennes de l'IGN pour la période actuelle (1950 à aujourd'hui).

### Morphologie urbaine
Bourg-Madame comprend plusieurs villages ou hameaux sur son territoire :
- Hix, village à l'origine de Bourg-Madame ;
- Caldégas, ancienne commune ;
- Onzés, ancienne partie de Caldégas ;
- La Solana.

### Voies de communication et transports

#### Voies routières
Les routes suivantes mènent à Bourg-Madame :
- N20 en provenance d'Ur, au nord, devenue en 2014 N 116.
- Route neutre (N-154 / D 68) en provenance de l'enclave espagnole de Llívia, au nord-est ;
- N116 en provenance de Saillagouse, à l'est ;
- D 30 puis D 70 en provenance d'Osséja et de Palau-de-Cerdagne, au sud-est ;
- N-152 en provenance de Puigcerda, à l'ouest.

#### Voies ferroviaires
La ville est située sur un important axe européen reliant Toulouse, Perpignan via le « train jaune » (ligne de Cerdagne), Barcelone et Valence.
La gare se situe dans le quartier des Arènes.

#### Transports
La ligne 560 du réseau régional liO relie la commune à la gare de Perpignan depuis Latour-de-Carol.

### Risques majeurs
Le territoire de la commune de Bourg-Madame est vulnérable à différents aléas naturels : inondations, climatiques (grand froid ou canicule), feux de forêts, mouvements de terrains et séisme (sismicité moyenne). Il est également exposé à deux risques technologiques, le transport de matières dangereuses et la rupture d'un barrage,.

#### Risques naturels
Certaines parties du territoire communal sont susceptibles d’être affectées par le risque d’inondation par crue torrentielle de cours d'eau du bassin du Sègre.
Les mouvements de terrains susceptibles de se produire sur la commune sont soit des mouvements liés au retrait-gonflement des argiles, soit des glissements de terrains. Une cartographie nationale de l'aléa retrait-gonflement des argiles permet de connaître les sols argileux ou marneux susceptibles vis-à-vis de ce phénomène.
Ces risques naturels sont pris en compte dans l'aménagement du territoire de la commune par le biais d'un plan de prévention des risques inondations et mouvements de terrains.

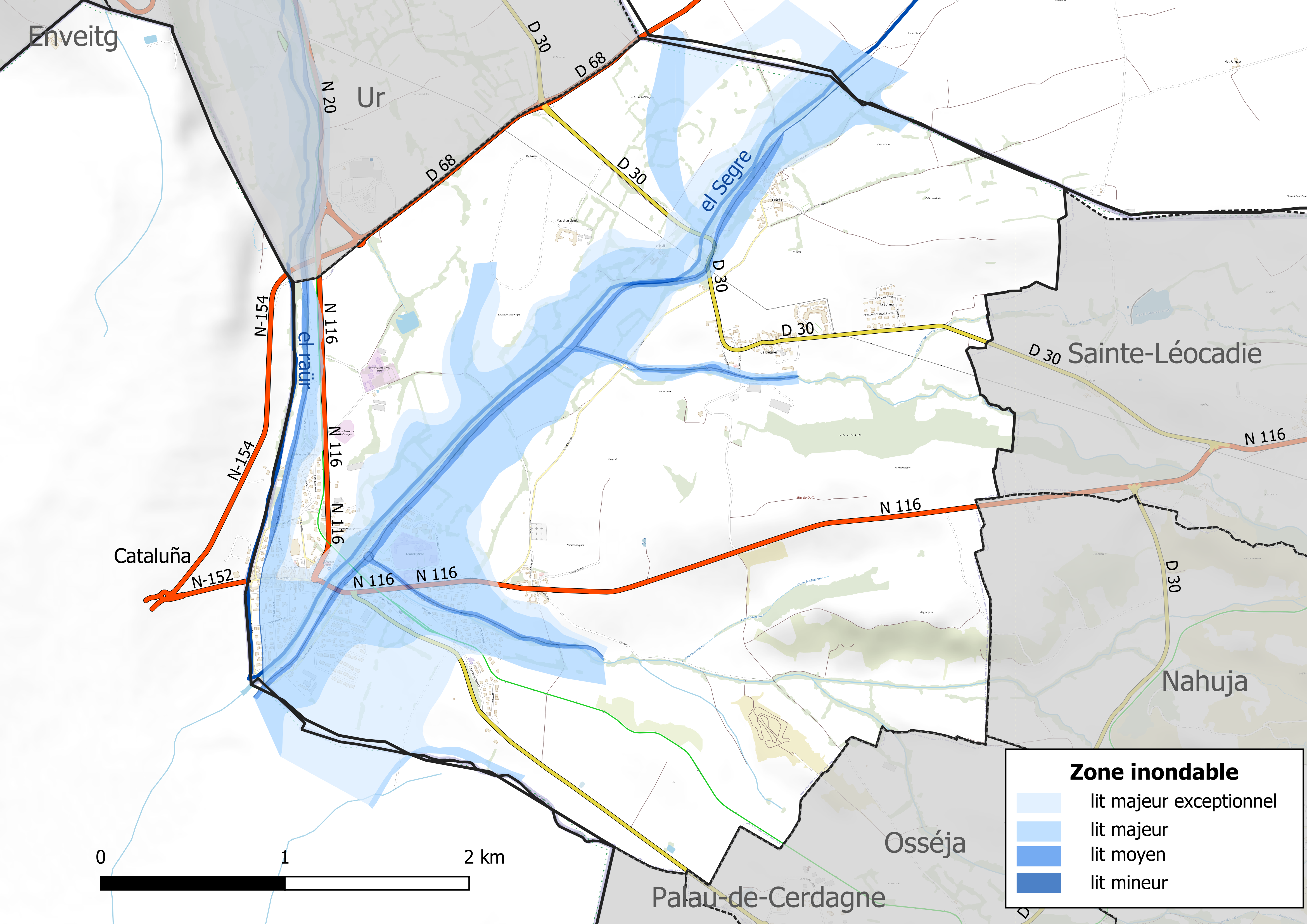
Carte des zones inondables.
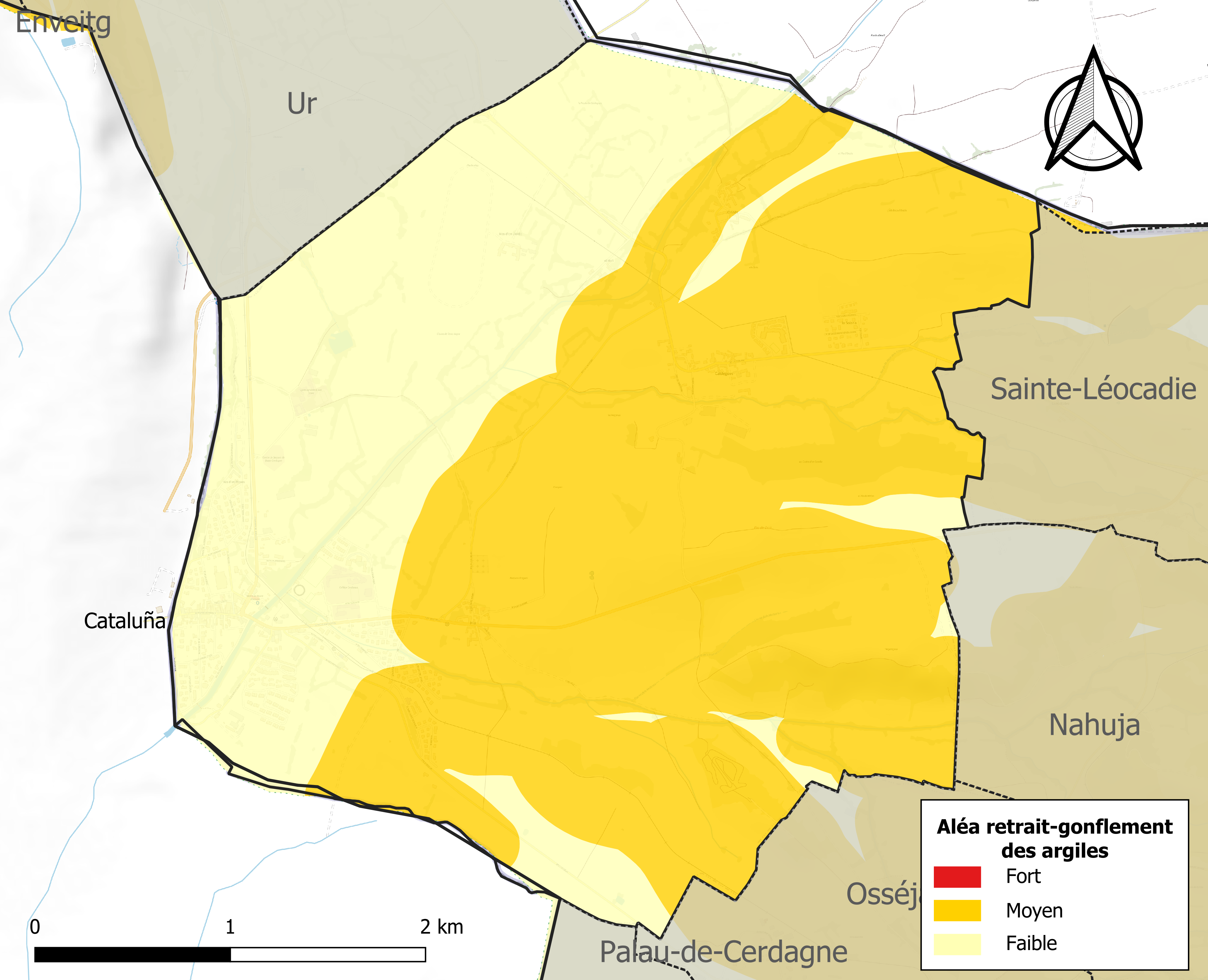
Carte des zones d'aléa retrait-gonflement des argiles.

#### Risques technologiques
Le risque de transport de matières dangereuses sur la commune est lié à sa traversée par une route à fort trafic. Un accident se produisant sur une telle infrastructure est en effet susceptible d’avoir des effets graves au bâti ou aux personnes jusqu’à 350 m, selon la nature du matériau transporté. Des dispositions d’urbanisme peuvent être préconisées en conséquence.
Dans le département des Pyrénées-Orientales, on dénombre sept grands barrages susceptibles d’occasionner des dégâts en cas de rupture. La commune fait partie des 66 communes susceptibles d’être touchées par l’onde de submersion consécutive à la rupture d’un de ces barrages, le barrage des Bouillouses sur la Têt, un ouvrage de 17,5 m de hauteur construit en 1910.

## Toponymie
Bourg-Madame se trouve sur le territoire de l'ancienne localité d'Hix (Ix en catalan), dont les habitants furent déplacés en 1178 afin de peupler la nouvelle ville de Puigcerda. Hix est citée dès 839 (parrochia Hyxi) et 849 (Hixs).
Avec le tracé de la nouvelle frontière au XVIIe siècle, un nouveau hameau apparaît à proximité de celui existant d'Hix et plus près de Puigcerda, que l'on appelle alors la Guinguette d'Hix (Les Guinguetes en 1693, La Guingueta en 1785). Il est renommé Bourg-Madame en 1815 en l'honneur de la duchesse d'Angoulême,.
Caldégas ou Caldègues est mentionné dès 839 (Kaldegas).
Onzès est mentionné en 950 (Onzes) et en 1025 (villa Undeza).

## Histoire
À l'origine, La Guingueta d'Ix (les Guinguettes d'Hix en français) était un hameau de la ville originellement du comté de Barcelone (Comtat de Barcelona) d'Ix (ou Hix en français), situé près de la nouvelle frontière tracée entre la France et l'Espagne après les traités des Pyrénées de 1659 et de Llivia de 1660. Profitant du développement du commerce transfrontalier et de la contrebande, une grande partie des habitants d'Ix se déplacent vers le hameau des Guinguettes d'Hix, qui finit par devenir plus peuplé que le village original.
Lors des Cent-Jours, en 1815, Napoléon Ier avait exilé à Barcelone le prince Louis-Antoine d'Artois, duc d'Angoulême, fils ainé du comte d'Artois (futur Charles X) et neveu de Louis XVIII. De retour après la bataille de Waterloo, le duc d'Angoulême s'installe le 10 juillet à Puigcerdà et décide d'élever le premier village français qu'il allait traverser au rang de ville : les habitants proposent alors de rebaptiser la ville Bourg-Angoulême. Mais le prince préfère rendre hommage à son épouse, Marie-Thérèse de France (fille ainée de Louis XVI, elle portait donc le titre de « Madame Royale »), et donna à la ville le nom de Bourg-Madame.
De janvier à mars 1939, le gouvernement Daladier ouvre la frontière aux réfugiés espagnols affluant à travers les Pyrénées par Le Perthus, Cerbère et Bourg-Madame. Cet épisode de la Guerre civile espagnole, connu sous le nom de Retirada, inspirera la Chanson de Bourg-Madame qui évoque l'entrée des réfugiés dans le bourg,.
La commune de Caldégas est rattachée le 1er juin 1973 à Bourg-Madame par arrêté préfectoral du 2 mai 1973.

## Politique et administration

### Canton
La commune d'Hix est incluse en 1790 dans l'ancien canton d'Angoustrine, rapidement dissous, et rejoint vers 1793 le canton d'Ur, lui aussi supprimé en 1801. Hix rejoint alors le canton de Saillagouse, qu'elle ne quitte plus par la suite, y compris après son changement de nom pour Bourg-Madame en 1815,.
À compter des élections départementales de 2015, la commune est incluse dans le nouveau canton des Pyrénées catalanes.

### Liste des maires
| Période | Période  | Identité                  | Étiquette | Qualité |
| ------- | -------- | ------------------------- | --------- | --- |
| 1930    | 1944     | Thomas Casals (1885-1967) | Droite    | Pharmacien, cousin du maire de Puigcerdà Jacques Cadefau Conseiller d'arrondissement du canton de Saillagouse |
| 1945    | 1965     | Jean Salvat (1904-1989)   | SFIO      | Cuisinier et hôtelier                                                                                         |
| 1965    | 1995     | Joseph Calvet             | DVD       | Conseiller général du canton de Saillagouse de 1976 à 1994                                                    |
| 1995    | 2020     | Jean-Jacques Fortuny,     | UMP-LR    | Enseignant retraité                                                                                           |
| 2020    | En cours | Daniel Armisen            |           | Ancien cadre                                                                                                  |

### Jumelages
- Vespella de Gaià.

## Population et société

### Démographie ancienne
La population est exprimée en nombre de feux (f) ou d'habitants (H).
| 1365 | 1378 | 1515 | 1553 | 1709 | 1720 | 1767 | 1774 | 1788 |
| ---- | ---- | ---- | ---- | ---- | ---- | ---- | ---- | ---- |
| 6 f  | 4 f  | 8 f  | 5 f  | 7 f  | 7 f  | 97 H | 22 f | 99 H |

| 1789 | - | - | - | - | - | - | - | - |
| ---- | - | - | - | - | - | - | - | - |
| 24 f | - | - | - | - | - | - | - | - |

### Démographie contemporaine
L'évolution du nombre d'habitants est connue à travers les recensements de la population effectués dans la commune depuis 1793. Pour les communes de moins de 10 000 habitants, une enquête de recensement portant sur toute la population est réalisée tous les cinq ans, les populations de référence des années intermédiaires étant quant à elles estimées par interpolation ou extrapolation. Pour la commune, le premier recensement exhaustif entrant dans le cadre du nouveau dispositif a été réalisé en 2004.

En 2022, la commune comptait 1 194 habitants, en évolution de −2,21 % par rapport à 2016 (Pyrénées-Orientales : +3,92 %, France hors Mayotte : +2,11 %).
| 1793 | 1800 | 1806 | 1821 | 1831 | 1836 | 1841 | 1846 | 1851 |
| ---- | ---- | ---- | ---- | ---- | ---- | ---- | ---- | ---- |
| 133  | 115  | 128  | 122  | 121  | 220  | 240  | 338  | 288  |

| 1856 | 1861 | 1866 | 1872 | 1876 | 1881 | 1886 | 1891 | 1896 |
| ---- | ---- | ---- | ---- | ---- | ---- | ---- | ---- | ---- |
| 263  | 278  | 289  | 296  | 280  | 305  | 356  | 351  | 366  |

| 1901 | 1906 | 1911 | 1921 | 1926 | 1931 | 1936 | 1946 | 1954 |
| ---- | ---- | ---- | ---- | ---- | ---- | ---- | ---- | ---- |
| 367  | 363  | 350  | 387  | 507  | 468  | 480  | 516  | 508  |

| 1962 | 1968 | 1975  | 1982  | 1990  | 1999  | 2004  | 2006  | 2009  |
| ---- | ---- | ----- | ----- | ----- | ----- | ----- | ----- | ----- |
| 656  | 742  | 1 120 | 1 257 | 1 238 | 1 166 | 1 198 | 1 262 | 1 234 |

| 2014  | 2019  | 2022  | - | - | - | - | - | - |
| ----- | ----- | ----- | - | - | - | - | - | - |
| 1 201 | 1 207 | 1 194 | - | - | - | - | - | - |

À partir de 1975, la population de Caldégas est comptée avec celle de Bourg-Madame.
| selon la population municipale des années : | 1968 | 1975 | 1982 | 1990 | 1999 | 2006 | 2009 | 2013 |
| Rang de la commune dans le département      | 66   | 51   | 53   | 65   | 69   | 71   | 71   | 74   |
| Nombre de communes du département           | 232  | 217  | 220  | 225  | 226  | 226  | 226  | 226  |

### Enseignement
Bourg-Madame possède deux écoles publiques : une école élémentaire et une école maternelle.
Collège d'enseignement secondaire Cerdanya,.
Lycée professionnel d'enseignement agricole : le Mas Blanc

### Manifestations culturelles et festivités
- Fêtes patronales : 11 et 18 novembre[51] ;
- Foire : dimanche et lundi suivant le 11 octobre[52].

La commune est membre de l'Union des villes taurines françaises, mais les corridas ont été interrompues[Quand ?] à Bourg-Madame sous la pression des associations de défense des animaux et par la désaffection du public.

### Santé
Elle et Puigcerdà sont propriétaires de l'un des plus grands centres hospitaliers des Pyrénées. L'hôpital se situe à Puigcerdà.

## Économie

### Revenus
En 2018, la commune compte 494 ménages fiscaux, regroupant 1 106 personnes. La médiane du revenu disponible par unité de consommation est de 19 750 € (19 350 € dans le département).

### Emploi
|                | 2008   | 2013   | 2018   |
| -------------- | ------ | ------ | ------ |
| Commune        | 5,1 %  | 7,2 %  | 9,9 %  |
| Département    | 10,3 % | 12,9 % | 13,3 % |
| France entière | 8,3 %  | 10 %   | 10 %   |

En 2018, la population âgée de 15 à 64 ans s'élève à 726 personnes, parmi lesquelles on compte 73,4 % d'actifs (63,5 % ayant un emploi et 9,9 % de chômeurs) et 26,6 % d'inactifs,. Depuis 2008, le taux de chômage communal (au sens du recensement) des 15-64 ans est inférieur à celui de la France et du département.
La commune est hors attraction des villes,. Elle compte 551 emplois en 2018, contre 614 en 2013 et 631 en 2008. Le nombre d'actifs ayant un emploi résidant dans la commune est de 469, soit un indicateur de concentration d'emploi de 117,5 % et un taux d'activité parmi les 15 ans ou plus de 54,9 %.
Sur ces 469 actifs de 15 ans ou plus ayant un emploi, 178 travaillent dans la commune, soit 38 % des habitants. Pour se rendre au travail, 71,6 % des habitants utilisent un véhicule personnel ou de fonction à quatre roues, 1,3 % les transports en commun, 20,8 % s'y rendent en deux-roues, à vélo ou à pied et 6,3 % n'ont pas besoin de transport (travail au domicile).

### Activités hors agriculture

#### Secteurs d'activités
206 établissements sont implantés  à Bourg-Madame au 31 décembre 2019. Le tableau ci-dessous en détaille le nombre par secteur d'activité et compare les ratios avec ceux du département,.
| Secteur d'activité                                                                                        | Commune | Commune | Département |
| Secteur d'activité                                                                                        | Nombre  | %       | %           |
| --- | ------- | ------- | ----------- |
| Ensemble                                                                                                  | 206     |         |             |
| Industrie manufacturière, industries extractives et autres                                                | 14      | 6,8 %   | (8,7 %)     |
| Construction                                                                                              | 59      | 28,6 %  | (14,3 %)    |
| Commerce de gros et de détail, transports, hébergement et restauration                                    | 54      | 26,2 %  | (30,5 %)    |
| Activités financières et d'assurance                                                                      | 8       | 3,9 %   | (3 %)       |
| Activités immobilières                                                                                    | 17      | 8,3 %   | (6,2 %)     |
| Activités spécialisées, scientifiques et techniques et activités de services administratifs et de soutien | 15      | 7,3 %   | (13 %)      |
| Administration publique, enseignement, santé humaine et action sociale                                    | 27      | 13,1 %  | (13,9 %)    |
| Autres activités de services                                                                              | 12      | 5,8 %   | (8,5 %)     |

Le secteur de la construction est prépondérant sur la commune puisqu'il représente 28,6 % du nombre total d'établissements de la commune (59 sur les 206 entreprises implantées  à Bourg-Madame), contre 14,3 % au niveau départemental.

#### Entreprises et commerces
Les cinq entreprises ayant leur siège social sur le territoire communal qui génèrent le plus de chiffre d'affaires en 2020 sont : 
- Fossil River France, commerce de gros (commerce interentreprises) de produits chimiques (4 242 k€)
- Flotats France Travaux Publics, travaux de terrassement courants et travaux préparatoires (745 k€)
- Inea Prom, promotion immobilière de logements (469 k€)
- SARL Bourg Madame Automobiles, commerce de voitures et de véhicules automobiles légers (468 k€)
- Menuiserie Reset, travaux de menuiserie bois et PVC (294 k€)

### Agriculture
|               | 1988 | 2000 | 2010 | 2020 |
| ------------- | ---- | ---- | ---- | ---- |
| Exploitations | 17   | 8    | 7    | 7    |
| SAU (ha)      | 831  | 440  | 332  | 607  |

La commune est dans la Cerdagne, une petite région agricole située à l'extrême ouest du département des Pyrénées-Orientales. En 2020, l'orientation technico-économique de l'agriculture  sur la commune est l'élevage bovin, orientation mixte lait et viande. Sept exploitations agricoles ayant leur siège dans la commune sont dénombrées lors du recensement agricole de 2020 (17 en 1988). La superficie agricole utilisée est de 607 ha,,.

## Culture locale et patrimoine

### Monuments et lieux touristiques
- L'église Saint-Martin d'Hix, mentionnée dès le Xe siècle ; l'église romane actuelle est postérieure et date du XIIe siècle[57]. L'édifice a été classé au titre des monuments historiques en 1910[58].
- L'église Saint-Romain de Caldégas : l'église romane fut construite peu après l'an 1000 et restaurée au XIe siècle. L'édifice a été classé au titre des monuments historiques en 1952[59].
- Église Saint-Martin de Bourg-Madame.
- Chapelle de la Mère de Dieu de Mas Blanc.

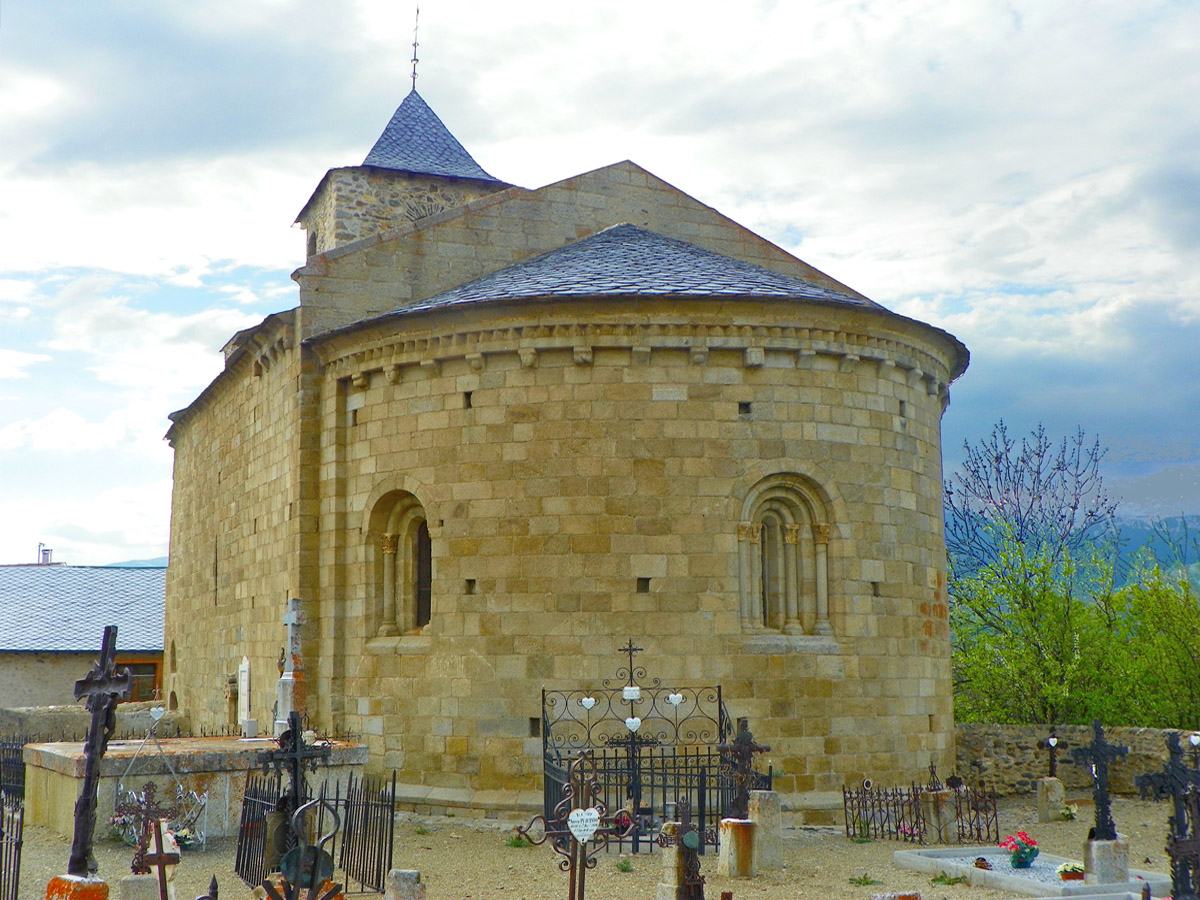
Église Saint-Martin d'Hix
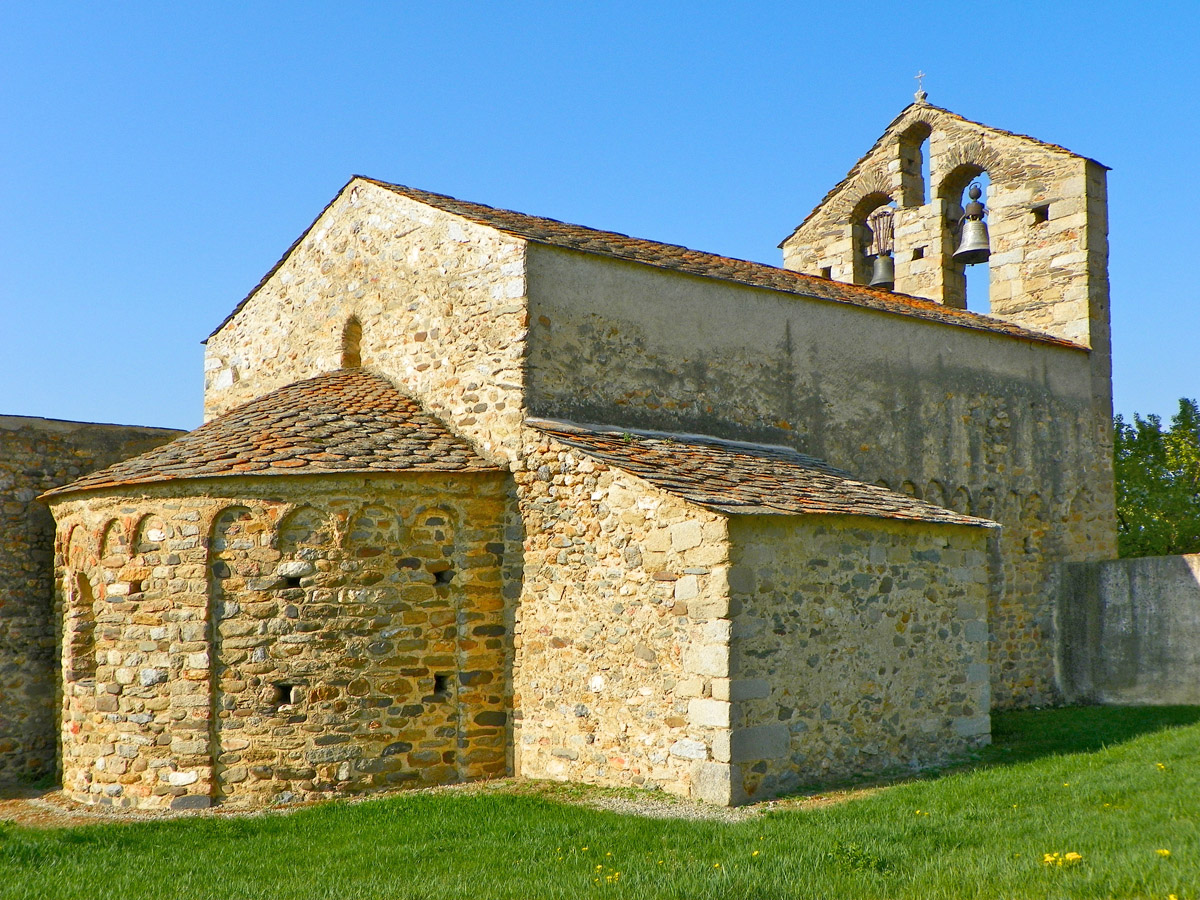
Église Saint-Romain de Caldegas

### Héraldique
| Blason de Bourg-Madame | Blason  | Écartelé: au 1er d'azur au château de deux tours d'or, ouvert, ajouré et maçonné de sable, surmonté d'une fleur de lis d'or, au 2e d'or à quatre pals de gueules, au 3e d'or au lion couronné de gueules, au 4e d'azur à la clef contournée d'or. |
| Blason de Bourg-Madame | Détails | Le statut officiel du blason reste à déterminer. |